# Olympique Gymnaste Club de Nice 1951-1952
Questa voce raccoglie le informazioni riguardanti l'Olympique Gymnaste Club de Nice nelle competizioni ufficiali della stagione 1951-1952.

## Stagione
Nel corso del campionato il Nizza rimase a stretto contatto con la lotta al titolo, concludendo il girone di andata in vetta assieme al Lilla e al Bordeaux ed uscendo definitivamente allo scoperto alla ventottesima giornata, quando assunse il comando solitario della classifica. Malgrado alcune sconfitte con avversarie di peso come il Le Havre e, soprattutto, il Lilla che alla penultima giornata prevalse per 6-0, i nizzardi si confermarono campioni di Francia all'ultimo turno, conquistando anche un double.
Pochi giorni prima della conclusione del campionato, il Nizza si era infatti affermato per la prima volta nella sua storia in Coppa di Francia: dopo aver eliminato nei turni precedenti delle squadre provenienti dalle serie inferiori, i nizzardi incontrarono in finale il Bordeaux, battendolo per 5-3.

## Maglie
Venne aggiunta una seconda divisa con la maglia caratterizzata da strisce più larghe bordate di bianco, i calzoncini e i calzettoni neri.
| Manica sinistra · Manica sinistra · Maglietta · Maglietta · Manica destra · Manica destra · Pantaloncini · Calzettoni | Manica sinistra · Manica sinistra · Maglietta · Maglietta · Manica destra · Manica destra · Pantaloncini · Calzettoni |  |

## Organigramma societario
Area direttiva
- Presidente: François Sattegna

Area tecnica
- Direttore sportivo: Mario Zatelli
- Allenatore: Numa Andoire
- Allenatore in seconda: Mario Zatelli

## Rosa
| N. |                      | Ruolo | Calciatore           |
| -- | -------------------- | ----- | -------------------- |
|    | Francia (bandiera)   | P     | Marcel Domingo       |
|    | Francia (bandiera)   | P     | Marcel Lupi          |
|    | Francia (bandiera)   | D     | Mokhtar Ben Nacef    |
|    | Francia (bandiera)   | D     | Ahmed Firoud         |
|    | Argentina (bandiera) | D     | Pancho González      |
|    | Francia (bandiera)   | D     | Alphonse Martinez    |
|    | Francia (bandiera)   | D     | Serge Pedini         |
|    | Francia (bandiera)   | D     | Guy Poitevin         |
|    | Francia (bandiera)   | C     | Jean Belver          |
|    | Francia (bandiera)   | C     | Abdelaziz Ben Tifour |

| N. |                        | Ruolo | Calciatore       |
| -- | ---------------------- | ----- | ---------------- |
|    | Francia (bandiera)     | C     | Désiré Carré     |
|    | Francia (bandiera)     | C     | Léon Rossi       |
|    | Svezia (bandiera)      | A     | Pär Bengtsson    |
|    | Francia (bandiera)     | A     | Antoine Bonifaci |
|    | Argentina (bandiera)   | A     | Luis Carniglia   |
|    | Francia (bandiera)     | A     | Georges Cesari   |
|    | Francia (bandiera)     | A     | Jean Courteaux   |
|    | Francia (bandiera)     | A     | Jean Grumellon   |
|    | Lussemburgo (bandiera) | A     | Vic Nurenberg    |

## Risultati

### Coppa di Francia
| 13 gennaio 1952 Trentaduesimi di finale | Nizza | 5 – 0 referto | Épinal |  |

| 3 febbraio 1952 Sedicesimi di finale | Nizza | 6 – 0 referto | La Ciotat |  |

| 24 febbraio 1952 Ottavi di finale | Nizza | 2 – 0 referto | Nîmes |  |

| Arbitro: | Bermès |

|                                    |           |  |
| Carré 78’ Belver 81’ Courteaux 84’ | Marcatori |  |

| Arbitro: | Harzic |

|                              |           |            |
| Cesari 13’, 62’ Bonifaci 47’ | Marcatori | 64’ Paluch |

| Arbitro: | Devillers |

|                                                                  |           |                            |
| Nurenberg 10’ Carniglia 12’ Belver 32’ Ben Tifour 61’ Cesari 65’ | Marcatori | 11’, 55’ Baillot 40’ Kargu |

## Statistiche

### Andamento in campionato
| Giornata  | 1  | 2 | 3  | 4  | 5 | 6 | 7 | 8 | 9 | 10 | 11 | 12 | 13 | 14 | 15 | 16 | 17 | 18 | 19 | 20 | 21 | 22 | 23 | 24 | 25 | 26 | 27 | 28 | 29 | 30 | 31 | 32 | 33 | 34 |
| --------- | -- | - | -- | -- | - | - | - | - | - | -- | -- | -- | -- | -- | -- | -- | -- | -- | -- | -- | -- | -- | -- | -- | -- | -- | -- | -- | -- | -- | -- | -- | -- | -- |
| Luogo     | T  | C | T  | C  | C | T | T | C | T | T  | C  | C  | T  | C  | T  | C  | T  | C  | T  | C  | T  | T  | C  | C  | T  | C  | C  | T  | T  | C  | T  | C  | T  | C  |
| Risultato | P  | V | P  | V  | V | V | N | V | N | P  | V  | V  | P  | V  | P  | V  | V  | P  | V  | V  | P  | V  | V  | V  | V  | N  | V  | N  | V  | P  | V  | V  | P  | V  |
| Posizione | 17 | 9 | 14 | 10 | 7 | 4 | 5 | 5 | 2 | 5  | 5  | 2  | 4  | 3  | 5  | 4  | 3  | 4  | 4  | 3  | 4  | 4  | 4  | 3  | 2  | 3  | 2  | 1  | 1  | 1  | 1  | 1  | 1  | 1  |

Fonte:  France » Ligue 1 1951/1952 » Schedule, su worldfootball.net.
Legenda:

Luogo: C = Casa; T = Trasferta. Risultato: V = Vittoria; N = Pareggio; P = Sconfitta.